# Cardiff City Stadium
El Cardiff City Stadium (en gal·lès: Stadiwm Dina Caerdydd) és un estadi de la ciutat de Cardiff (Gal·les), amb una capacitat de 26.828 espectadors és la seu del Cardiff City Football Club, que abans va jugar al Nini Park, i dels Cardiff Blues de rugbi. Actualment és el segon estadi més gran de la ciutat de Cardiff i de Gal·les després del Millennium Stadium. Va ser inaugurat oficialment el 22 de juliol del 2009 amb un partit amistós de futbol entre el Cardiff City i el Celtic FC.

## Història
El primer estadi del Cardiff City estava situat a Sophia Gardens i va jugar allà des de la seva fundació, el 1899, fins al 1910 quan, a causa de la creixent afluència de públic i les pobres facilitats de l'estadi, Bartley Wilson va contactar amb Bute Estate per trobar un lloc on construir un nou estadi. Van acordar construir el nou camp a Sloper Road, a l'emplaçament d'un antic abocador, el que va requerir una gran quantitat de temps i treball condicionar la superfície per convertir-lo en un terreny de joc adequat. El treball es va dur a terme amb voluntaris i l'ajuda de la Cardiff Corporation. L'estadi havia de ser conegut en un principi com Sloper Park però després de la gran ajuda prestada per Lord Ninian Crichton-Stuart es va decidir batejar-lo com Ninian Park. L'estadi es va inaugurar l'1 de setembre del 1910 i en un principi només comptava amb una grada. El 1928 es va inaugurar una segona graderia, amb capacitat per a 18.000 espectadors, reemplaçant un terraplè de terra. El rècord d'espectadors del club al Ninian Park és de 57.893 espectadors, el 22 d'abril del 1953 en un partit de lliga contra l'Arsenal FC. Progressivament l'estadi va anar reduint la seva capacitat al llarg dels 70 i dels 80 fins a quedar reduïda als 22.000 espectadors. En el seu últim any d'ús era l'únic estadi per sobre de la Football League One que conservava zones sense seients.
L'any 2002 es va decidir construir un nou estadi per al club. L'any 2003 es va dir que el Cardiff City podria passar a jugar al Millennium Stadium, ja que no es veia viable dos estadis a Cardiff de més de 50.000 espectadors. Malgrat aquests rumors el 20 d'agost del 2003 els regidors de Cardiff van donar l'aprovat unànime a la construcció del nou estadi. No obstant això la mala situació financera del club va retardar l'inici de les obres fins al 21 de febrer del 2007.
Al juny del 2009 es va acabar la construcció del Cardiff City Stadium, un nou estadi amb capacitat per a 26.500 espectadors, al lloc de l'ara demolit Ninian Park. El nou estadi es va inaugurar el 22 de juliol del 2009 en un amistós de pre-temporada contra el Celtic FC. Hi va haver dos amistosos jugats abans d'aquest partit durant aquesta pretemporada al nou estadi: un partit del Cardiff City Legends el 4 de juliol i un amistós contra el Chasetown FC el 10 de juliol. El primer partit de lliga es va jugar el 8 d'agost del 2009, una victòria per 4-0 davant del Scunthorpe United.

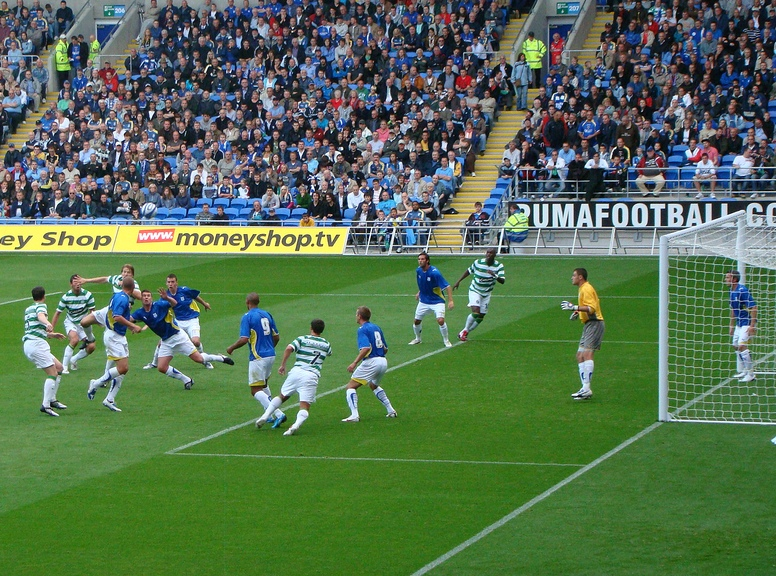
El partit inaugural de l'estadi entre el Cardiff City i el Celtic FC el 22 de juliol del 2009